# Sirjan
Sirjan (persiska سيرجان) är en stad i södra Iran. Den ligger i provinsen Kerman och har cirka 200 000 invånare, vilket gör den till provinsens näst största stad efter Kerman.